# Remy Zero
I Remy Zero sono stati un gruppo musicale alternative rock dell'Alabama. Il gruppo si è sciolto dopo il loro ultimo album The Golden Hum del 2001.

## Storia
Prima ancora di registrare il loro album d'esordio, i Radiohead, ascoltata una loro demo, li hanno invitati a seguirli per l'America nel loro tour promozionale per l'album The Bends. Dopo questa avventura i Remy Zero si sono spostati da Birmingham (Alabama) a Los Angeles per registrare il primo lavoro. Questo spostamento causò ad alcuni membri della band un forte stress dovuto alla lontananza da casa e all'abuso di diverse sostanze.
Il loro primo album, Remy Zero, non ebbe molto successo e venne bocciato anche dalla critica, ma due anni più tardi, con Villa Elaine la band riuscì a sfondare e farsi conoscere a livello internazionale. The Golden Hum del 2001 riconfermò il successo del gruppo. Diversi brani estratti dai due ultimi dischi vennero ripresi nelle colonne sonore di film più o meno noti. In Italia e in altri paesi europei il gruppo è diventato famoso grazie al telefilm Smallville che utilizza una loro canzone  (Save Me) come sigla di apertura.
I Remy Zero si sono sciolti dopo aver ultimato il loro ultimo album, The Golden Hum, e la maggior parte dei membri della band si sono uniti ad altri gruppi. Shelby e Cinjun Tate hanno creato Spartan Fidelity, Jeffrey Cain si è unito agli Isidore e Gregory Slay agli Sleepwell.

## Ritorno
Nell'estate del 2006 sul sito MySpace i Remy Zero hanno confermato il loro ritorno sulla scena musicale anche se subito dopo tale annuncio venne eliminato e tornarono a precisare che allo stato attuale la band è ancora ufficialmente immersa in una lunga pausa.
Il batterista del gruppo Gregory Slay morì il 1º gennaio 2010 per complicanze dovute alla fibrosi cistica, malattia da cui era affetto. Dopo otto anni dallo scioglimento della band, i Remy Zero si esibirono nuovamente insieme in sua memoria nel maggio 2010 a New Orleans, città natale del musicista scomparso. La band pianificò alcune altre esibizioni, in un tour in memoria di Gregory nel mese di ottobre del 2010.
Il 19 settembre la band rese disponibile on line sul proprio sito ufficiale il nuovo singolo "'Til The End" e il 23 dicembre 2010 annunciò la pubblicazione di un nuovo album in edizione limitata dedicato alla memoria di Gregory Slay.

## Formazione
- Cinjun Tate - voce, chitarra
- Shelby Tate - voce, chitarra, tastiera
- Gregory Slay - batteria
- Cedric Lemoyne - basso
- Jeffery Cain - chitarra

## Discografia
- 1996 – Remy Zero
- 1998 – Villa Elaine
- 2001 – The Golden Hum